# Jean-Jacques Rebière
Jean-Jacques Rebière (Bègles, 17 de novembro de 1952) é um ex-ciclista francês que participou dos Jogos Olímpicos de Verão de 1976 em Montreal, onde terminou em nono lugar na perseguição por equipes de 4 km.